# مقاطعة كورك
مقاطعة كورك هي إحدى مقاطعات أيرلندا الستة والعشرين.

## معرض صور

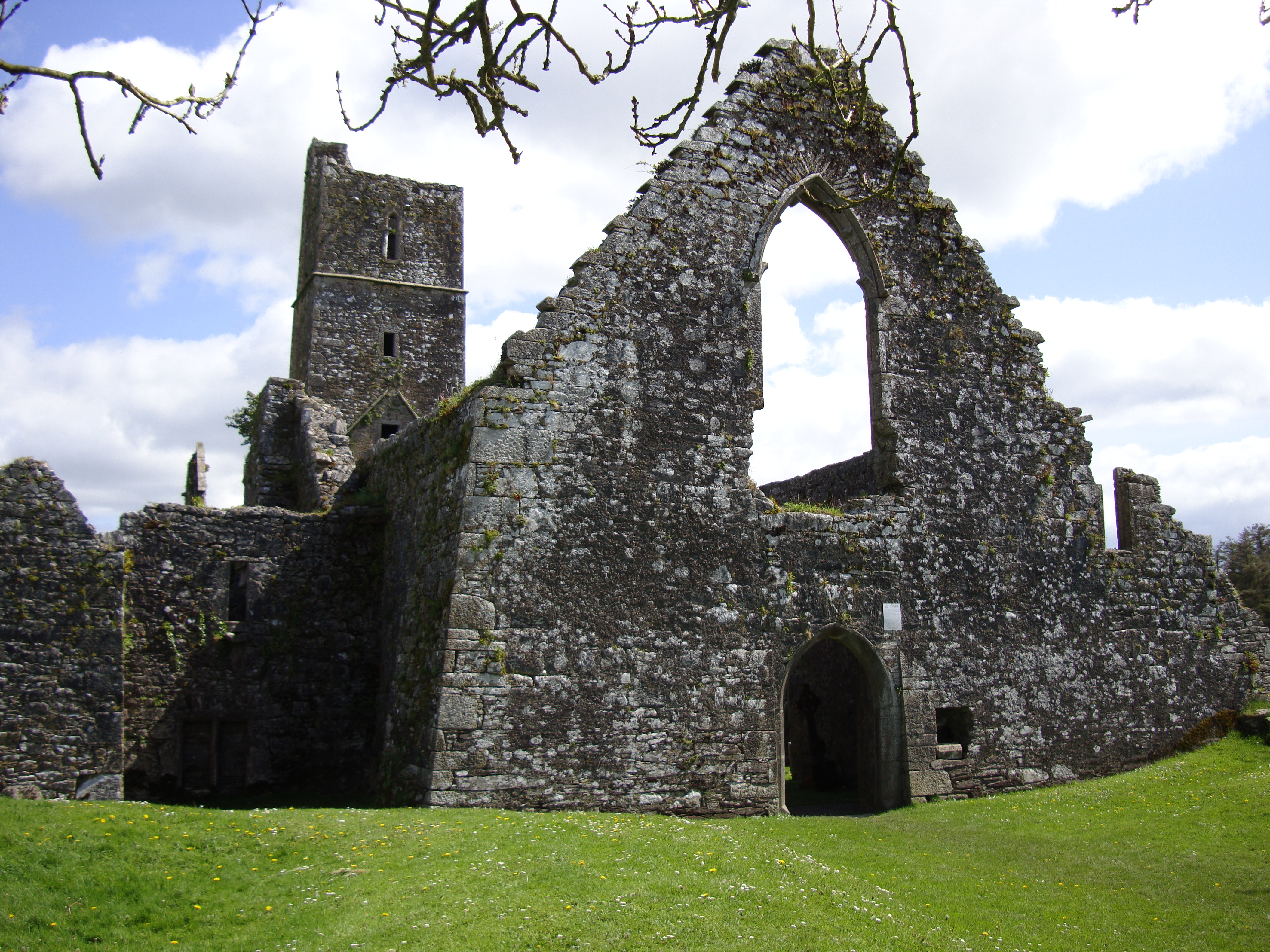
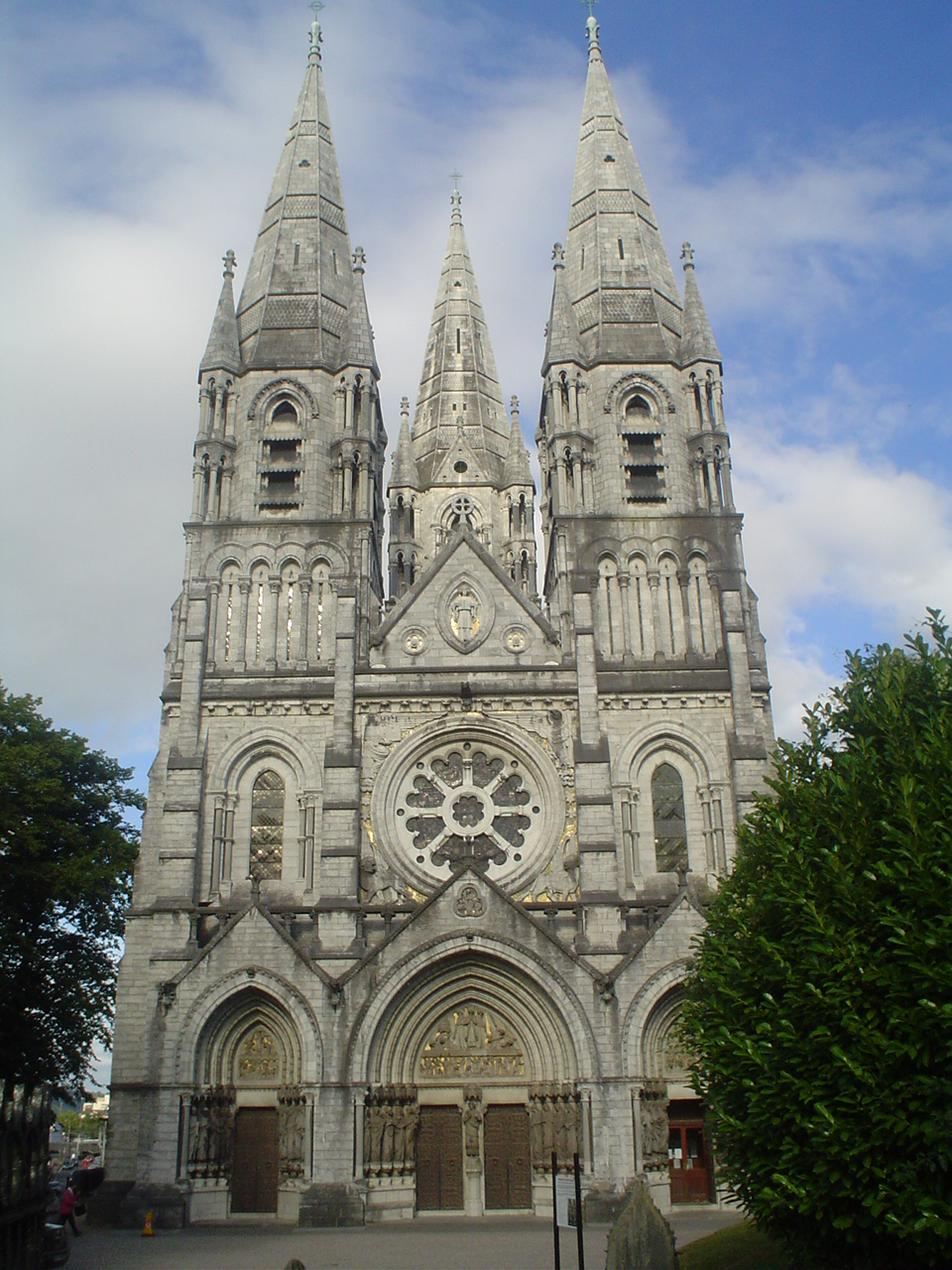
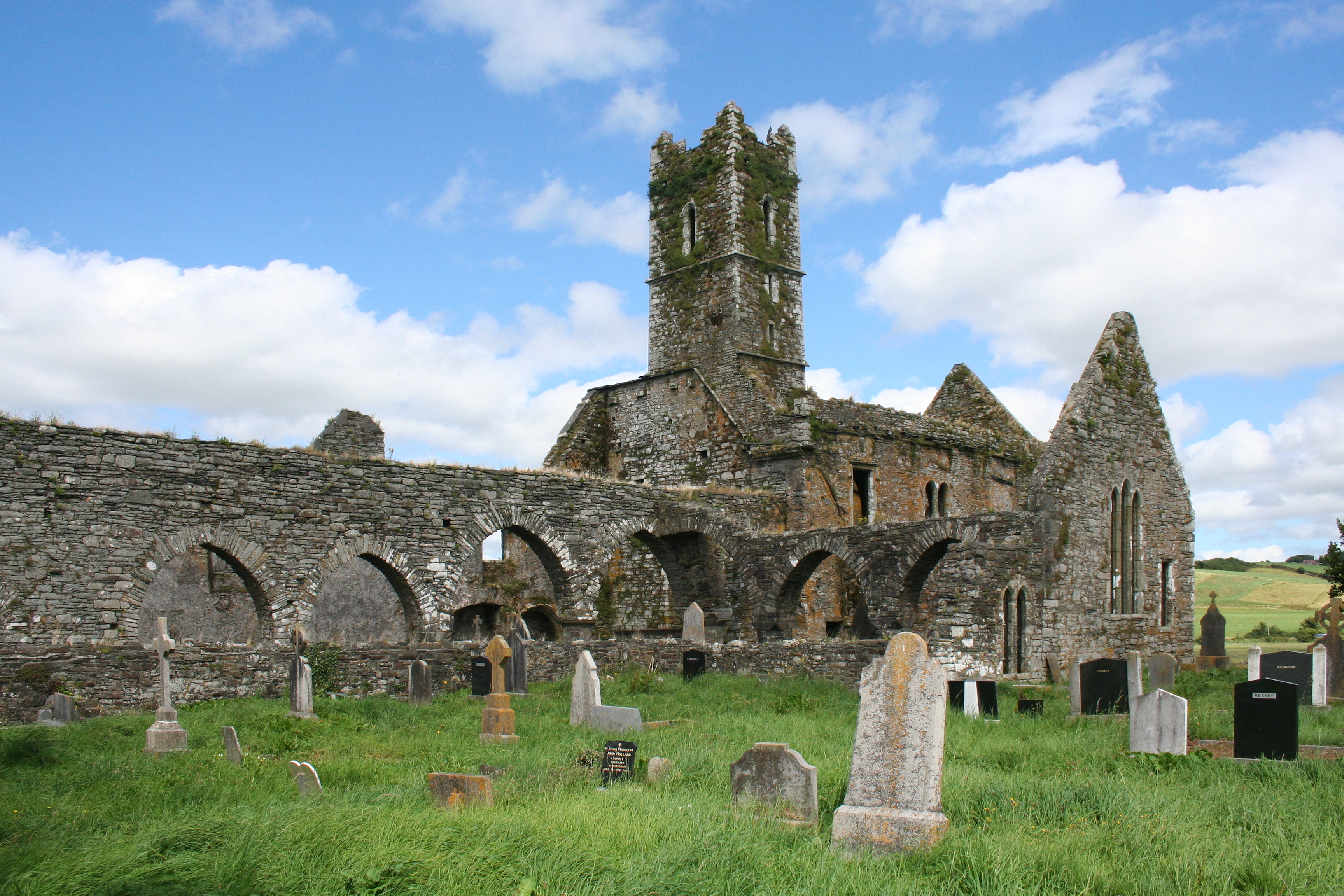
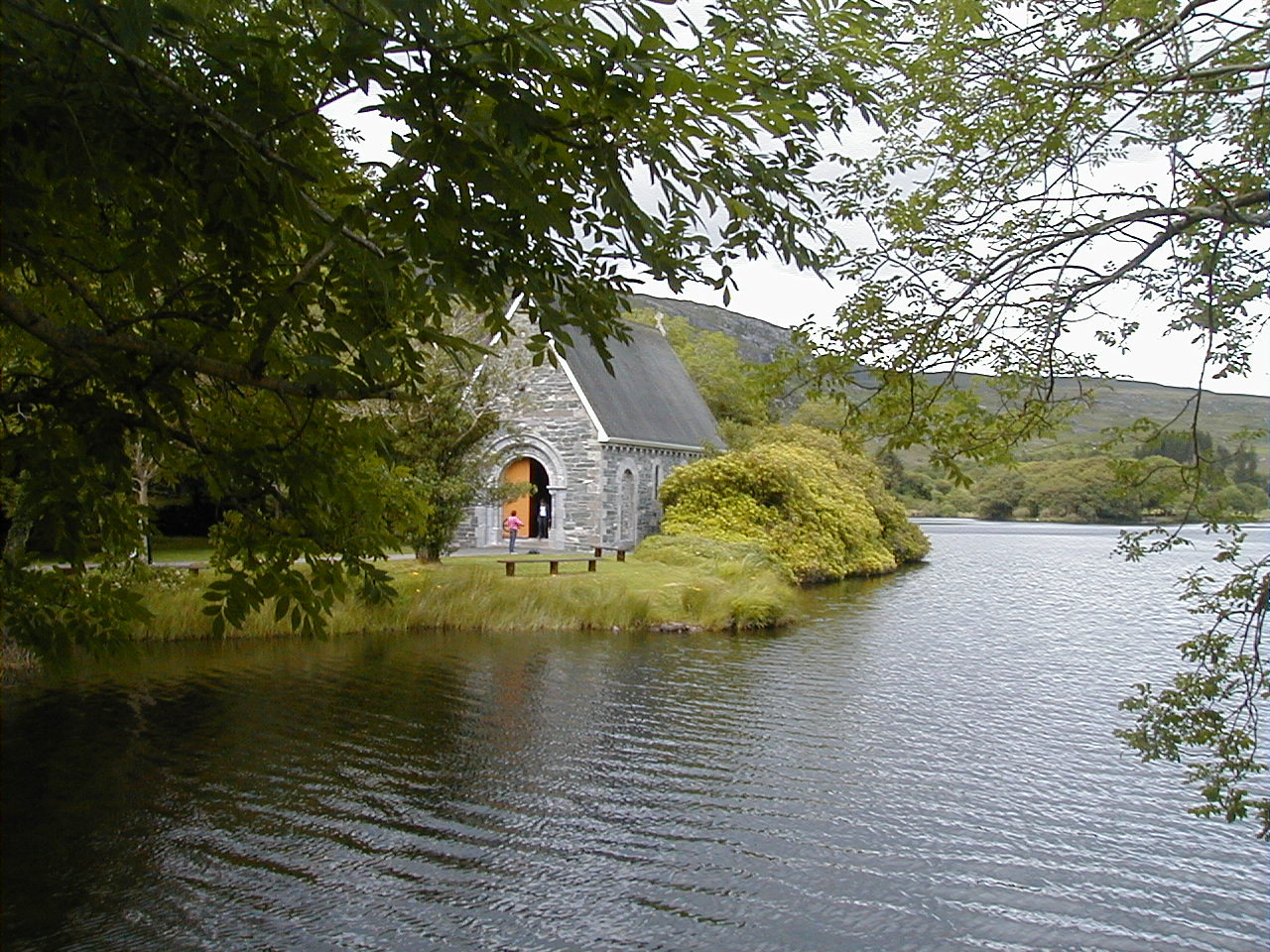

## أعلام
- كون والش
- فيونا شو
- جون وايت
- إيلين هاتشينز
- أبرهام أيبل
- إليزابيث آلدورث
- كريتون هيل
- برنارد لي
- أدريان كارتون دي ويارت

## روابط إضافية
- Cork County Council
- Guide to County Cork for Tourism & Business
- County Cork Travel guide
- People's Republic of Cork